# Videbæk
Videbæk is een dorp en een voormalige gemeente in Denemarken. Na de herindeling van 2007 zijn Videbæk, Egvad, Holmsland, Ringkøbing en Skjern samengevoegd tot de nieuwe gemeente Ringkøbing-Skjern.
Videbæk was het eindpunt van de spoorlijn vanaf Skjern. Plannen om die lijn te verlengen tot Skive zijn nooit uitgevoerd. De spoorlijn is in 1981 gesloten en wordt nu als museumlijn gebruikt. Het stationsgebouw is nog aanwezig.

## Gemeente
De oppervlakte bedroeg 289,19 km². De gemeente telde 12.140 inwoners waarvan 6243 mannen en 5897 vrouwen (cijfers 2005). Videbæk telde in juni 2005 207 werklozen. Er waren 4716 auto's geregistreerd in 2004.